# 大倉一郎 (神学者)
大倉 一郎（おおくら いちろう、1950年3月10日 - ）は、日本の教役者、神学者（キリスト教現代神学・多文化共生学）。フェリス女学院大学文学部教授、社会福祉法人青丘社理事、日本基督教団正教師。学位は博士（神学）（同志社大学・2019年）。

## 来歴

### 生い立ち
1950年、北海道函館市にて生まれた。北海道教育大学を卒業してからは、小学校の教員を経て塾の経営者となり、さらにホテルに勤務するなるなど、さまざまな職業を経験した。その後、キリスト教の教役者となった。

### 教役者として
聖公会神学院に学んで日本聖公会に所属し、北海道札幌市の教会で司祭を務めていた。また、北海道大学の学生らと障碍児を対象とする学習運動に取り組んでいた。しかし、1985年に在日コリアン2世と結婚したことから、民族差別への抗議行動に参加するようになる。その結果、司祭を辞めることになり、翌年、上京した。この経緯について、大倉は「教会関係者から『なぜ朝鮮人の女なんかと結婚するんだ』と言われ、さらに結婚後も様々な時に冷ややかな態度や露骨な差別的扱いを体験しました」 と述べたうえで「自らの体験を通じてそれらの差別問題を教会の司祭たちに対してアッピールしましたが、多くの同僚は耳を傾けてはくれませんでした」 と述懐し「何度も抗議を続けた結果、僕は司祭をやめさせられました」 と主張している。
上京したものの手持ちの資金もなく、東京都では暮らしていけなかったことから、神奈川県川崎市に住むようになった。日本基督教団にて川崎戸手教会の牧師の協働者となり、1986年から2000年まで同教会にて牧師を務めた。その後、日本基督教団溝ノ口教会牧師、同川和教会牧師を歴任した。

### 研究者として
教役者を務めるかたわら、キリスト教現代神学についての研究に取り組んでいた。日本基督教団の川崎戸手教会にて牧師を務めていた最中、3年ほどカナダに留学しており、トロント大学にて神学修士の学位を取得している。その後、フェリス女学院大学に採用され、文学部准教授を経て、教授。また、同大学ボランティアセンターではセンター長を務めるなど、要職を歴任した。その後、農村伝道神学校教師を務めた。

## 研究
専門は神学であり、特にキリスト教現代神学などを研究していた。また、近年では多文化共生学など、学際的な領域の研究にも取り組んでいる。フェリス女学院大学の文学部でも、コミュニケーション学科にて多文化共生ネットワークなどに関する講義を担当している。また、グスタボ・グティエレスやレオナルド・ボフなど、解放の神学を提唱した神学者の著書を翻訳したことでも知られている。
学会活動としては、青山学院大学同窓会基督教学会、キリスト教史学会といった学会に所属している。また、「ラテンアメリカ・キリスト教」ネットでは世話人代表を務めている。

## 著作

### 単著
- 『河原の教会にて――戦争責任告白の実質化を求めつづけて』新教出版社、2000年。ISBN 9784400515937

### 共著
- 『私が変われば、世界は変わる　フェリスのボランティア』フェリス女学院大学、2014年。ISBN 9784901713191

### 翻訳
- レオナルド・ボフ・クロドビス・ボフ『入門解放の神学』高橋弘共訳　新教出版社、1999年
- G・グティエレス『いのちの神』林巌雄共訳　新教出版社、2000年
- セロ・H・パウルス『この時代を見分ける――歴史・聖書・教会そして今日の宣教』西原廉太共訳　新世社、2001年

## 関連人物
- グスタボ・グティエレス
- 西原廉太
- レオナルド・ボフ